# 田中眞澄
田中 眞澄（たなか まさすみ、1946年2月11日 - 2011年12月30日）は、日本の映画史家、文化史家。

## 経歴
1946年2月11日、北海道釧路市に生まれる。慶應義塾大学文学研究科修士課程修了（国文学専攻）。「小津安二郎研究の第一人者」として知られる。2011年12月30日、死去。65歳没。

## 著書
- 『小津安二郎のほうへ モダニズム映画史論』（みすず書房） 2002年
- 『小津安二郎周游』（文藝春秋） 2003年／岩波現代文庫（上・下） 2013年
- 『小津安二郎と戦争』（みすず書房） 2005年、新版 2020年
- 『ふるほん行脚』（みすず書房） 2008年
- 『本読みの獣道』（みすず書房、大人の本棚） 2013年 - 没後
- 『小津ありき 知られざる小津安二郎』（清流出版） 2013年 - 没後

### 編著
- 『小津安二郎 全発言 1933～1945』（泰流社） 1987年
- 『小津安二郎 戦後語録集成 昭和21(一九四六)年 - 昭和38(一九六三)年』（フィルムアート社） 1989年
- 『全日記 小津安二郎』（フィルムアート社） 1993年
- 『成瀬巳喜男 透きとおるメロドラマの波光よ』（フィルムアート社、映画読本） 1995年
- 『森雅之 知性の愁い、官能の惑わし』（フィルムアート社、映画読本） 1998年
- 『清水宏 即興するポエジー、蘇る「超映画伝説」』（フィルムアート社、映画読本） 2000年
- 『小津安二郎「東京物語」ほか』（みすず書房、大人の本棚） 2001年、単行新版 2020年

## 関連文献
- 「追悼 田中眞澄」『映画芸術』第439号。